# Bisulfato
El hidrogenosulfato o bisulfato es un anión ácido derivado del ácido sulfúrico de fórmula [HSO4]-. Proviene de la disociación del Ácido sulfúrico.
Su constante de disociación a 20 °C es Ka = 1,3·10−2.

## Sustancias y aniones similares
- Ácido: Ácido sulfúrico, H2SO4
- Anion ácido: Hidrogenosulfato o bisulfato, HSO4-
- Anión normal: Sulfato, SO42-